# 日本電気本社ビル

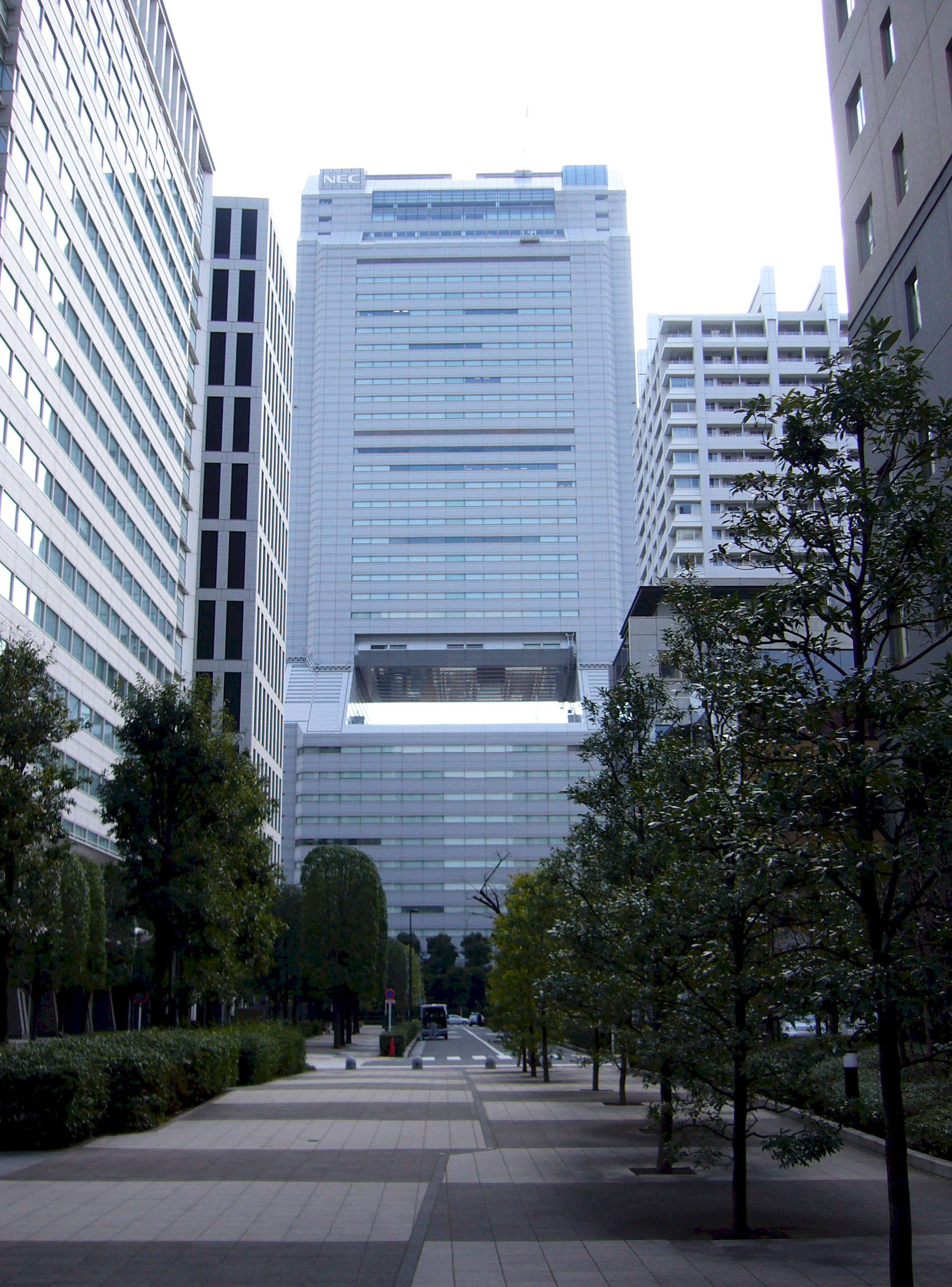
北面

日本電気本社ビル（にっぽんでんきほんしゃビル）は、1990年に完成した日本の東京都港区芝5丁目にある高層ビル。日本電気株式会社 (NEC) の本社が入居し、NEC SUPER TOWER（NECスーパータワー）の愛称を持つ。高さ180m、地上43階・地下4階の建物で、設計は日建設計、建設は鹿島建設と大林組からなる日本電気本社ビル共同事業体。

## 構造
建物は地上から 50 - 65メートル (m) の地点にある開口部を境に低層部と中層部に分けられ、さらに高層部を含めた3層から成る。1階から12階までの低層部はその平面がほぼ正方形のロの字型になっており、その中心は吹き抜けのアトリウムになっていて、オフィス同士がアトリウムを挟んで向かい合う形になっている。16階から38階までの中層部の平面は、一般の高層ビルと同様に集光に有利な東西に長い長方形の形になっている。39階から最上階までの高層部も中層部と同様に東西に長い長方形の形をしており、主に役員室や会議室が設けられている。最上階は接待用のレセプションルームとなっている。
愛称「ウインドアベニュー」と呼ばれる巨大な開口部があるのが特徴で、愛称は社員公募により命名された。一般には単に「風穴」とも呼ばれる。開口部は13階から15階にあり、建物周辺に吹き降ろしのビル風による風害を生じないように風下に風を逃す風穴としての役割のほか、低層部のアトリウムへ集光したり、アトリウムのガラス屋根を開閉し開口部から外気を取り入れることでアトリウムや建物の温度を調節することで、光熱や空調の省エネルギーにも一役買っている。ビル風対策は、本社ビルを建て替えるにあたり、隣の都営住宅の洗濯物が飛ばされぬよう配慮したもので、敷地上空は南北に吹く風が最も多いため開口部を南北に設けた。
低層部が口の字型で低密度なのに対し、中・上層部は中空がなく高密度であるため、中・上層部を支えかつエレベーターや階段などが集中している建物北端と南端を柱に見立て、その間に目の字型にフレームを入れるスーパーフレーム構造と呼ばれる架構方式が採用されている。
工事費は600億円、平米単価41万円、S，SRC，RC構造。

## 本社ビルの売却
NEC自体の業績不振により、NEC本社ビルは2000年に証券化スキームにより900億円で売却され、2006年に持分50%が419.5億円で不動産投資信託のトップリート投資法人（現：野村不動産マスターファンド投資法人）へ売却された。その後も、NECは建物全体を賃借して入居している。

## アクセス
- JR山手線・京浜東北線田町駅より徒歩5分。
- 都営地下鉄三田線・浅草線三田駅直結。

## 受賞歴
- 第32回BCS賞
- 1994年度グッドデザイン賞